# Блатец (област Сливен)
 За другото българско село със същото име вижте Блатец (област Кюстендил).  
Блатец е село в Югоизточна България. То се намира в община Сливен, област Сливен.

## История
До 1934 година селото се нарича Исирлии или Есирлии (от „исир“ – роб, робово; „лагер за пленници“). С това име селото е познато от възникването му като чифлишко село през XVIII век до 1934 година, когато е преименувано в Блатец, заради блатото, намиращо се в западната част на селото.
В Сливенския исторически музей се съхраняват бронзова монета от Месамбрия (IV век пр.н.е), римски оброчни плочки от различни материали от късния неолит и халколита, открити в двете праисторически селищни могили, северно от днешното село Блатец, около винарската изба. Преди векове там е имало селище, откъдето идва и името на местността – „Селището“. Южно от Есирлии е минавал керванджийски път за Турция. В годините на османската власт в селото (като най-голямо в региона) се е намирала бейската къща.
След Руско-турската война (1828 – 1829), част от населението на селото се изселва заедно с жители на околните села Бургурджии, Трапоклово и с жители от други села от Сливенско в Бесарабия. Съответно там те създават нови селища със същите имена: Исирлии, Бургурджии и други.

## Обществени институции
- Кметство
- Читалище „Къньо Мераков“, основано през 1926 година (за кратко време след 1989 г. носи името „Пробуда“). По инициатива на председателя на читалището, Иван Марев, и след съдебно решение името на читалището „Къньо Мераков“ е възстановено.
- Основно училище „Свети Климент Охридски“, построено 1860 година.
- Детска градина
- Храм „Св. св. Кирил и Методий“

## Религия
Източно православие.
Храм „Св. св. Кирил и Методий“ е действащ, построен през 1872 година, с доброволните дарения и труд на всички есирлийци и осветен от първия Сливенски митрополит Серафим на 11 май 1884 година. Иконостасните икони (с изключение на свети архидякон Стефан и свети архангел Михаил на дяконските врати)  са дело на Нестор Траянов и негови познати, от село Галичник, Македония. Предполага се, че и стенописите са негово дело. В него са служили свещеник Иван Петров (първият документиран свещеник и учител от 1860 година, когато е построено училището в селото (според книгата на д-р Симеон Табаков, в първия том на ,, Опит за история на град Сливен")),свещеник Йордан Захариев. свещеник Янаки Павлов Динков (от село Нестрам, Костурско, Егейска Македония, дошъл тук след дълги години като военнопленник в Гърция), свещеноиконом Георги Христосков и други. От 2008 година енорийски свещеник е Михаил Тенев Михалев. На 16 октомври 2014 година в храма тържествено е посрещнато копие на иконата на Пресвета Богородица Керкирска.
През ноември 2020 година е подписан договор за възстановяване на стенописите с младите сливенски зографи Мартин Маринов (с корени в селото, роднина на дългогодишния кмет на селото Стайко Мирчев) и Адриан Аврамов.

## Редовни събития
Кукеров ден е езическа традиция от много години, която се е съхранила в селото.

## Личности
Родени
- Павел Веснаков – поет и журналист, Сливен.
- Христо Димитров – агроном, общественик, председател на АПК; свързан с модернизацията на селското стопанство в България.
- Замфир Иванов (Фирко) – един от създателите на Трендафил Акациев; журналист и поет сатирик, Сливен.
- полк. Стефан Тамахкяров – дългогодишен директор на театър „Българска армия“, София.
- Гергина Чапразова – народна певица
- Тони Дачева – попфолк певица

Със село Блатец са свързани
- Соня Келеведжиева – писател, литературен критик, общественик, внучка на Стайко Мирчев от селото, Сливен.
- Васил Дечев – историк, внук на Киро Дечев от селото
- Стефан Борисов – Фрушантето – музикант, психолог, дългогодишен ктитор на църквата в Блатец
- Петър Янев – писател и автомобилен инструктор, създал филм за обучение на водачи на категория „B“
- Стефан Симеонов – професор, д.ик.н., преподавател в Академията на МВР, ВСУ „Ч. Храбър“, УНИБИТ. Наследник на Илия, Къньо и Тодор Меракови.

На 30 юли 1999 г., на около километър от село Блатец, при автомобилна катастрофа загива попфолк певицата Румяна.